# Зенит-11

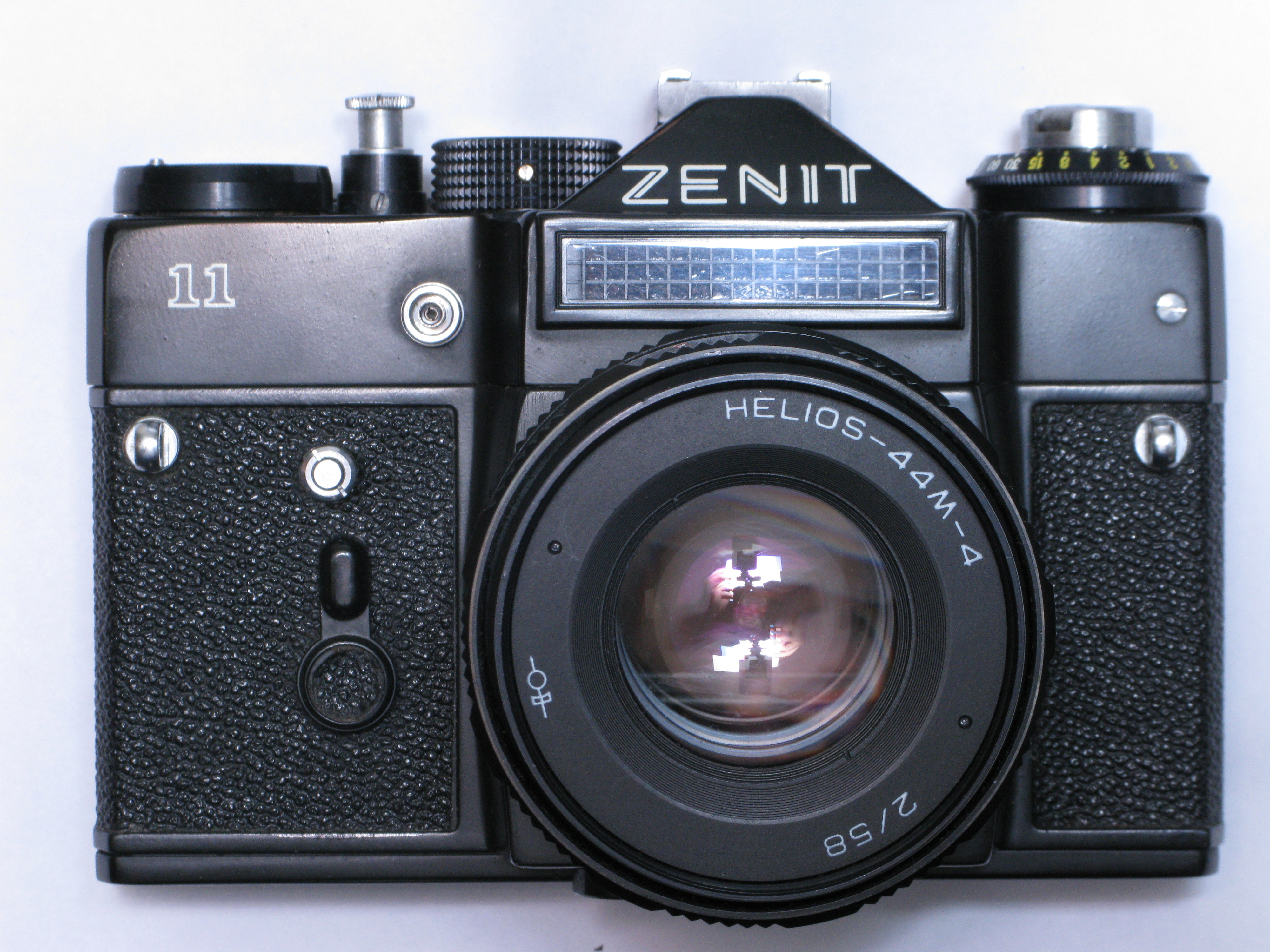
«Зенит-11» з об'єктивом «Гелиос-44М-4».

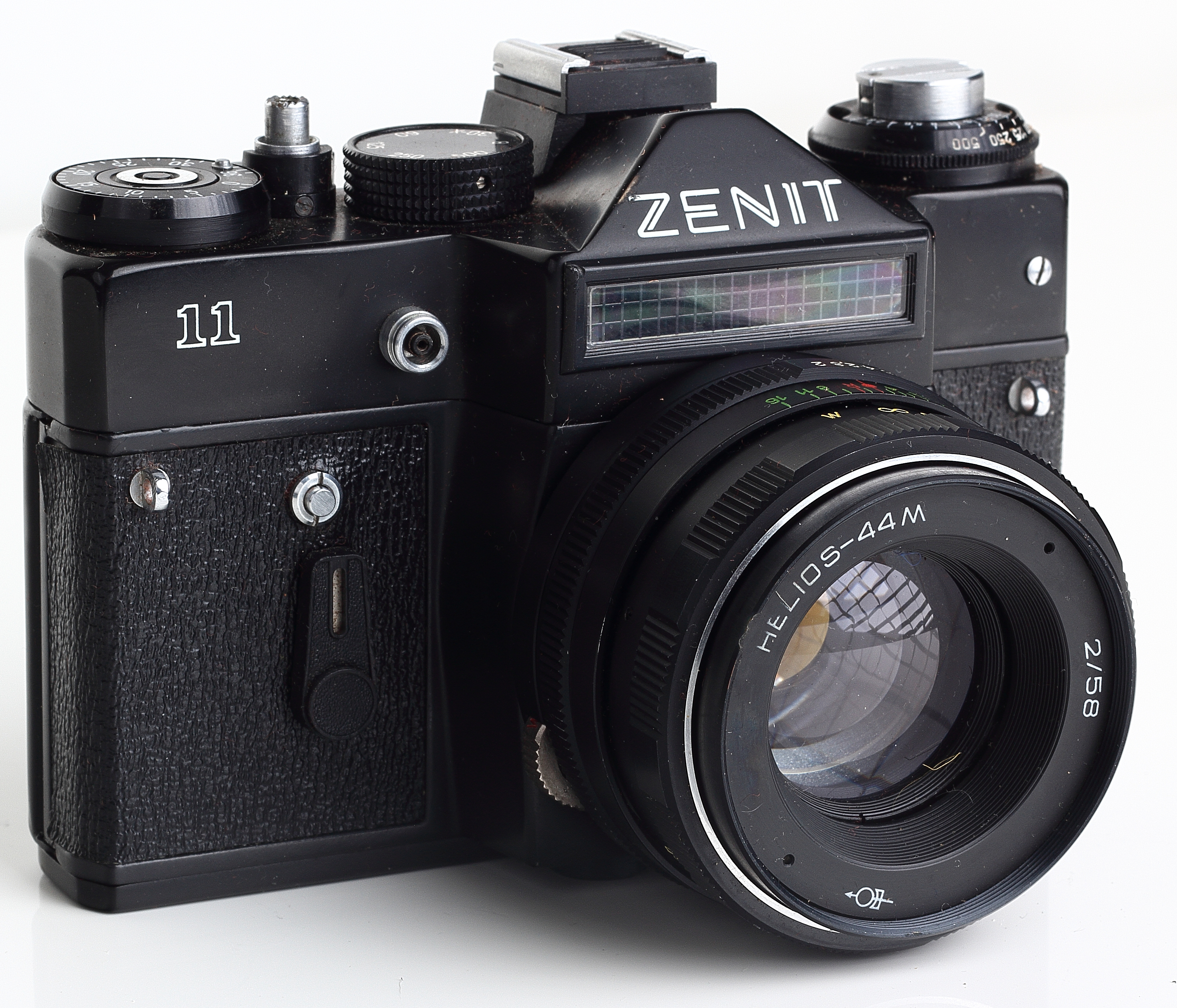
«Зенит-11» з об'єктивом «Гелиос-44М».

Зени́т-11 — малоформатний однооб'єктивний дзеркальний фотоапарат з вбудованим незалежним експонометром. Розроблений на Красногорському механічному заводі (КМЗ) де випускався серійно в 1981—1992 рр. Випущений в кількості близько 1,5 млн екз.
Зенит-11 — подальший розвиток камери Зенит-Е, вона дуже схожа на камеру Зенит-ЕМ (має механізм закривання діафрагми), у якій замінена головка установки витримок на більш зручну, що не прокручується при зведені курка (як у камері Зенит-TTL).

## Технічні характеристики
- Тип — однооб'єктивний дзеркальний фотоапарат з вбудованим незалежним експонометром і механізмом дзеркала постійного візування.
- Тип застосовуваного фотоматеріалу — фотоплівка типу 135 в стандартних касетах. Розмір кадру 24 × 36 мм.
- Затвор — механічний, шторково-щілинний з горизонтальним рухом полотняних шторок. Витримка затвора: від 1/30 до 1/500 сек і «ручна».
- Штатний об'єктив — «Гелиос-44М», «MC Гелиос-44М», «Гелиос-44М-4», «MC Гелиос-44М-4» з нажимною діафрагмою.
- Корпус металевий з задньою стінкою, що відкривається.
- Курковий заведення затвора і перемотка плівки. Зворотне перемотування плівки висувною головкою.
- Видошукач дзеркальний, з незмінною пентапризмою. Фокусувальний екран — лінза Френеля з мікрорастром та матове скло.
- Експонометр з селеновим елементом і двострілочним індикатором на верхній кришці
- Тип кріплення об'єктива — різьбове з'єднання M42×1/45,5.
- Синхроконтакт кабельний.
- Механічний автоспуск.
- Лічильник кадрів з ручним встановленням першого кадру
- Різьба штативного гнізда 1/4 дюйма.